# Dyschoriste purpusii
Dyschoriste purpusii är en akantusväxtart som beskrevs av Clarence Emmeren Kobuski. Dyschoriste purpusii ingår i släktet Dyschoriste och familjen akantusväxter. Inga underarter finns listade i Catalogue of Life.